# TTF2
TTF2‏ (Transcription termination factor 2) هوَ بروتين يُشَفر بواسطة جين TTF2 في الإنسان.

## الوظيفة
يُشفِّر هذا الجين بروتينًا من عائلة بروتينات SWI2/SNF2، التي تلعب دورًا حاسمًا في تغيير تفاعلات البروتين مع الحمض النووي. وقد ثَبُتَ أن البروتين المُشفَّر يتميز بنشاط إنزيم الأدينوسين ثلاثي الفوسفات معتمد على الحمض النووي الريبوزي ثنائي السلسلة (dsDNA) ونشاط إنهاء بوليميراز الحمض النووي الريبوزي منقوص الأكسجين II. يتفاعل هذا البروتين مع دورة انقسام الخلايا الخامسة، ويرتبط بمعقدات الوصل البشري، ويلعب دورًا في وصل ما قبل الحمض النووي الريبوزي الرسول.

## التفاعل
لقد ثبت أن TTF2 يتفاعل مع CDC5L.